# Вопак
«Вопак» — західноукраїнська торгова мережа. Загальна кількість магазинів у мережі 67 супермаркетів[джерело?]. Вони розташовані у Львівській, Тернопільській, Івано-Франківській, Чернівецькій, Закарпатській, Волинській, Житомирській та Хмельницькій областях.

## Історія
В 1996 році створене спільне підприємство СП «Волиньпак».[джерело?]
СП «Волиньпак» в 2001 році відкриває перший супермаркет «Вопак».[джерело?]
В 2003 році СП «Волиньпак» створює Корпорацію «ПАККО».[джерело?]
В 2008 році Корпорація «ПАККО» перейменовується в ТзОВ «ПАККО-Холдинг».[джерело?]
У червні «Волиньпак» закриває свій сайт www.vopak.ua
У серпні 2020 магазини мережі масово закриваються.

## Власники
Власником мережі супермаркетів «Вопак» є ТзОВ «ПАККО-Холдинг».[джерело?]